# 아리냐노
아르냐노(이탈리아어: Arignano, 피에몬테어: Argnan)는 이탈리아 피에몬테주 토리노 광역시에 있는 코무네로, 토리노에서 동쪽으로 약 15km(9mi) 정도 떨어져 있다.
아르냐노에는 로카 성(Rocca, 또는 카스텔로 수페리오레, 1047년부터 알려져 있으며 파치노 카네의 군대에 의해 함락된 후 15세기에 확장된 성)과 카스텔로 인페리오레 성(15세기)이 있다.